# This'll Make You Whistle
This'll Make You Whistle é um filme britânico, do gênero comédia musical, dirigido por Herbert Wilcox. Lançado em 1936, foi protagonizado por Jack Buchanan, Elsie Randolph e William Kendall.

## Elenco
- Jack Buchanan - Bill Hoppings
- Elsie Randolph - Bobbie Rivers
- Jean Gillie - Joan Longhurst
- William Kendall - Reggie Benson
- David Hutcheson - Archie Codrington
- Maidie Hope - Sra. Longhurst
- Anthony Holles - Sebastian Venables
- Marjorie Brooks - Laura Buxton
- Bunty Payne - Betty
- Miki Hood - Clarice
- Scott Harrold - Gendarme
- Irene Vere - Sra. Crimp
- Frederick Burtwell